# Liste der Träger des Order of New Brunswick
In dieser Liste sind die Träger des Order of New Brunswick chronologisch aufgeführt.
| Inhaltsverzeichnis: 2002 • 2003 • 2004 • 2005 • 2006 • 2007 • 2008 • 2009 • 2010 • 2011 • 2012 • 2013 • 2014 • 2015 • 2016 • 2017 • 2018 • 2019 • 2020 • 2021 • 2022 • Weblinks |

## 2002
- Réal Boudreau
- Molly Lamb Bobak
- Nancy Grant
- Richard Bennett Hatfield
- Guy LeBlanc
- Harrison McCain
- Louis J. Robichaud
- Claude Roussel
- J. A. Stewart
- Schwester Hélène Aurèlie Roy

## 2003
- Mathieu Duguay, C.M.
- Clifton Furrow
- Claude Gauvin
- Kenneth Colin Irving, O.C.
- Ludmila Knezkova-Hussey
- G. Wallace F. McCain, O.C.
- Corinne Pichette

## 2004
- Paul E. Boucher
- Fred Cogswell
- Roland Maurice
- Frank McKenna
- Frederick F. Moar
- Matilda Murdoch
- Linna O’Hara
- Brenda Robertson
- Gérard Saint-Cyr

## 2005
- Gordon Fairweather
- William Gale
- Margaret LaBillois
- Roméo LeBlanc
- Antonine Maillet
- Mary Majka
- Daniel O’Brien
- Willie O’Ree
- Jeannette Pelletier
- David Adams Richards

## 2006
- Richard V. Gorham
- Joyce Hudson
- Audrey Ingalls
- Martin-J. Légère, O.C.
- John W. Meagher
- Arthur John Motyer
- Robert Pichette, D ès L (Doctor of Letters)
- Benedict E. Pothier, C.M., M.D., F.R.C.S.(C)
- Jean-Claude Savoie

## 2007
- Susan Butler
- Audrey Côté St-Onge
- Angelo DiCarlo
- Stephen Hart
- Mohan Iype
- Linda B. LeBlanc
- Viola Léger
- Bernard Lord
- Joseph Allan MacDonald
- George Piers

## 2008
- Marshall Button
- Bernard Imbeault
- James K. Irving
- George MacBeath
- Peter MacDonald
- Marguerite Maillet
- Dorothy Rosevear
- Fred Ross
- Eldred Savoie
- Marianna Stack

## 2009
- Frederick Beairsto
- Claudette Bradshaw
- Elphège Chiasson
- Thomas J. Condon
- Flora MacDonald Dell
- Shirley Downey
- Bertrand Johnson
- Clare Whelton-McCain
- John D. McLaughlin
- Wendy Nielsen

## 2010
- Dawn Arnold
- Wayne Brown
- Pamela Coates
- Reuben Cohen
- Evérard Daigle
- Gérard Haché
- Gerard Losier
- Susan Rickards
- Zoël Saulnier
- Ruth Stanley

## 2011
- Max Aitken, Lord Beaverbrook
- Marjorie (Mardi) Cockburn
- Patrick Darrah
- Robert Frenette
- Satya Paul Handa
- Jacques LaForge
- Gilmond Larocque
- Léo-Paul Pinet
- Jessica Ryan
- Donald Savoie

## 2012
- Calixte Duguay, C.M.
- Raymond Fraser
- Cindy Hewitt
- Arthur Irving, O.C.
- Audrey Lampert
- Raymond Lagacé
- Salem Masry, C.M.
- Philip Sexsmith
- Ann-Marie Tingley
- Ronald (Ron) Turcotte, C.M.

## 2013
- Joanna Bernard
- Édith Butler
- Alida Clément
- Eugène Durette
- Dana Hanson
- Jean Irving
- Freeman Patterson
- Gerry Pond
- Lionel Poitras
- Gordon Porter

## 2014
- Roger Augustine
- Wayne Curtis
- Lorraine Diotte
- Roxanne Fairweather
- Ivan Hicks
- Himanshu Kumar Mukherjee
- Guy A. Richard
- Cheryl Robertson
- Claude Snow
- Roch Voisine

## 2015
- Camille Normand Albert
- Schwester Arleen Brawley
- Gary Peter Gould
- Brent Hawkes
- Thaddeus Holownia
- Carol Loughrey
- Schwester Adèle Morin
- Réjean Thomas
- Marlene Unger
- Kevin Michael Vickers

## 2016
- Chef Kenneth Barlow
- John Barry
- Judith Chernin Budovitch
- Phil Comeau
- Gérard Friolet
- Abraham Gesner
- Nancy Hartling
- Deborah Lyons
- Jean-Guy Rioux
- Sheldon H. Rubin

## 2017
- Measha Brueggergosman
- Normand Caissie
- Susan Chalmers-Gauvin
- Erminie J. Cohen, C.M.
- Richard J. Currie, O.C.
- Raimo (Ray) Kokkonen, C.D.
- Donat Lacroix
- Michael Perley
- Léopold Thériault
- Jacqueline Webster

## 2018
- Judy Astle
- Charles Bernard
- Roberta Dugas
- Louise Imbeault
- Gaetan Lanteigne
- Walter John Learning
- James Lockyer, C.D.
- Rebecca “Becca” Schofield (posthum)
- Ed und Eke van Oorschot
- Eileen Wallace

## 2019
- Patricia Bernard
- Héliodore Côté
- Michel Doucet
- Léo Johnson
- Lois Scott
- Robyn Tingley
- Abraham Beverley Walker (posthum)
- James “Jim” Wilson
- Claire Wilt
- John Wood